# De Jansmolen
De Jansmolen bij Goëngahuizen, ook De Modden genoemd, is een poldermolen van het type spinnenkop. De molen is sinds 1978 eigendom van Stichting De Fryske Mole.
De molen is maalvaardig en de landschappelijke waarde is zeer groot.
De andere twee molens in Goëngahuizen staan westelijker: De Modderige Bol op 100 meter en de molen Heechhiem op een kilometer afstand.